# Hadavanahalli, Turuvekere
Hadavanahalli là một làng thuộc tehsil Turuvekere, huyện Tumkur, bang Karnataka, Ấn Độ.